# Campeonato Mundial Femenino de Futsal de la AMF
El Campeonato Mundial Femenino de futsal de la AMF es el torneo de selecciones femeninas adscrito a la Asociación Mundial de Futsal, equivalente a su par masculino.
La primera experiencia mundialista de la categoría se efectuó en 2006 en la provincia de Corrientes en Argentina. Contó con la participación de ocho equipos (siete americanos y uno europeo). Algunos de los equipos convocados desistieron a última hora de participar. Por esta razón, los organizadores debieron reemplazarlos por combinados compuestos por jugadoras argentinas y de otros países sudamericanos. El certamen fue ganado de manera invicta por Rusia, que venció al equipo Región Andina (integrado por jugadoras de municipios fronterizos de Chile y Argentina).

 
Aunque fue organizado por la AMF, se trató de un certamen piloto, y está comenzando a ser incluido muy lentamente en las crónicas de la disciplina.
Su Primera Edición fue en el año 2008 organizada en la ciudad catalana de Reus, en el que participaron 12 equipos y fue ganada por la selección anfitriona, Cataluña.
Aunque inicialmente se había dicho que era para abril del año 2013, la AMF confirmó la Segunda Edición para el mes de noviembre de ese mismo año en la ciudad de Barrancabermeja, con 16 selecciones en Colombia. En ella, la selección anfitriona se alzó con el título venciendo en una apretada final a la selección de Venezuela, destacándose la actuación de la jugadora colombiana Paula Botero, de paso la goleadora de certamen con 15 tantos siendo así la jugadora con más goles en un mismo mundial.
En 2022, Colombia se consagra campeón por segunda vez en su historia y en condición de local venciendo a su similar de Canadá por 12-0, siendo el resultado más abultado de una final femenina y también de forma general de un mundial de futsal AMF. También como dato curioso marcó un total de 55 goles y no concedió ningún gol en contra, manteniendo su arco invicto y teniendo a la goleadora del torneo, Shandira Wright Rodríguez con 16 anotaciones, lo que la convierte en la mejor jugadora del certamen.
A mediados de 2021 se presentó una división en el fútbol de salón y actualmente existen dos confederaciones que desean regular este deporte compitiendo entre ellas. Una de esas organizaciones mundiales es la Asociación Mundial de Futsal y la otra es la Federación Internacional de Fútbol de Salón generando y naciendo la guerra entre AMF vs. FIFUSA por el dominio del fútbol de salón.
En 2022 la AMF realizó el Campeonato Mundial Femenino de futsal de la AMF 2022 en Colombia y en 2023 la FIFUSA llevó a cabo el Campeonato Mundial Femenino de futsal de la FIFUSA 2023 en Argentina, lo que supone el inicio de la rivalidad entre AMF vs. FIFUSA y también la FIFA hace parte de este conflicto por controlar el fútbol sala anunciando que se llevará a cabo en Filipinas la Copa Mundial femenina de fútbol sala de la FIFA 2025.
Actualmente mientras que en la AMF en la rama femenina el campeón reciente es la Selección de Colombia , en FIFUSA el campeón actual es la Selección de Brasil  y en FIFA se conocerá al campeón en noviembre de 2025.

## Campeonatos

### Torneo no oficial
En 2006 se jugó un torneo piloto al que asistieron ocho país, siete americanos y un europeo. Como consecuencia del retiro voluntario de algunos equipos convocados que desistieron a última hora de participar, los organizadores debieron reemplazarlos por combinados compuestos por jugadoras argentinas y de otros países sudamericanos.
El torneo fue organizado por la AMF pero no es considerado como un Mundial oficial.
| Año          | Sede      | Campeón | Resultado | Subcampeón    | Tercer lugar | Resultado | Cuarto lugar |
| ------------ | --------- | ------- | --------- | ------------- | ------------ | --------- | ------------ |
| 2006 Detalle | Argentina | Rusia   | 9-2       | Región Andina | Venezuela    | 10-3      | Brasil       |

### Torneos oficiales
| Año          | Sede         | Campeón      | Resultado | Subcampeón   | Tercer lugar    | Resultado | Cuarto lugar |
| ------------ | ------------ | ------------ | --------- | ------------ | --------------- | --------- | ------------ |
| 2008 Detalle | Cataluña     | Cataluña     | 4-0       | Galicia      | Colombia        | 6-4       | Rusia        |
| 2013 Detalle | Colombia     | Colombia     | 3-2       | Venezuela    | República Checa | 4-3       | Argentina    |
| 2017 Detalle | Cataluña     | Brasil       | 4-2       | Argentina    | Colombia        | 3-0       | Paraguay     |
| 2022 Detalle | Colombia     | Colombia     | 12-0      | Canadá       | Venezuela       | 3-0       | Cataluña     |
| 2026 Detalle | Bandera de ? | Bandera de ? | -         | Bandera de ? | Bandera de ?    | -         | Bandera de ? |

- En el mes de noviembre de 2025 se dará a conocer la sede del mundial femenino de 2026 junto con la cantidad de equipos participantes.

### Candidatos a ser sedes
- Paraguay
- Uruguay
- México
- Cataluña

## Palmarés
En cursiva, los años en que el equipo logró dicha posición como local.

### Palmarés oficial
| Equipo          | Campeón        | Subcampeón | Tercer lugar   | Cuarto lugar |
| --------------- | -------------- | ---------- | -------------- | ------------ |
| Colombia        | 2 (2013, 2022) |            | 2 (2008, 2017) |              |
| Cataluña        | 1 (2008)       |            |                | 1 (2022)     |
| Brasil          | 1 (2017)       |            |                |              |
| Venezuela       |                | 1 (2013)   | 1 (2022)       |              |
| Argentina       |                | 1 (2017)   |                | 1 (2013)     |
| Galicia         |                | 1 (2008)   |                |              |
| Canadá          |                | 1 (2022)   |                |              |
| República Checa |                |            | 1 (2013)       |              |
| Rusia           |                |            |                | 1 (2008)     |
| Paraguay        |                |            |                | 1 (201⁷)     |

### Palmarés no oficial
| Equipo        | Campeón  | Subcampeón | Tercer lugar | Cuarto lugar |
| ------------- | -------- | ---------- | ------------ | ------------ |
| Rusia         | 1 (2006) |            |              |              |
| Región Andina |          | 1 (2006)   |              |              |
| Venezuela     |          |            | 1 (2006)     |              |
| Brasil        |          |            |              | 1 (2006)     |

## Tabla general histórica
- Se toman en cuenta las estadísticas desde el mundial de 2008 en adelante. No se consideran las estadísticas del torneo desarrollado en 2006 porque es un mundial piloto no oficial.

| Pos. | Equipo             | Pts | N.º | J  | G  | E | P | GF  | GC | Dif. | Rend.   |
| ---- | ------------------ | --- | --- | -- | -- | - | - | --- | -- | ---- | ------- |
| 1    | Colombia           | 40  | 4   | 22 | 19 | 2 | 1 | 160 | 20 | +140 | 90,90%  |
| 2    | Cataluña           | 23  | 4   | 20 | 10 | 3 | 7 | 61  | 51 | +10  | 57,5%   |
| 3    | Venezuela          | 22  | 3   | 17 | 11 | 0 | 6 | 77  | 34 | +43  | 64,70%  |
| 4    | Argentina          | 21  | 3   | 16 | 10 | 1 | 5 | 69  | 39 | +30  | 65,625% |
| 5    | Paraguay           | 20  | 4   | 20 | 9  | 2 | 9 | 59  | 59 | 0    | 50%     |
| 6    | Australia          | 18  | 4   | 17 | 9  | 0 | 8 | 59  | 56 | +3   | 52,94%  |
| 7    | República Checa    | 14  | 2   | 10 | 6  | 2 | 2 | 33  | 20 | +13  | 62,5%   |
| 8    | Brasil             | 10  | 2   | 8  | 5  | 0 | 3 | 51  | 18 | +33  | 62,5%   |
| 9    | Rusia              | 10  | 2   | 8  | 5  | 0 | 3 | 22  | 19 | +3   | 62,5%   |
| 10   | Ecuador            | 8   | 1   | 6  | 3  | 2 | 1 | 32  | 21 | +11  | 62,5%   |
| 11   | Estados Unidos     | 7   | 2   | 8  | 3  | 1 | 4 | 30  | 30 | 0    | 43,75%  |
| 12   | República de China | 7   | 2   | 8  | 3  | 1 | 4 | 24  | 40 | -16  | 43,75%  |
| 13   | Italia             | 7   | 2   | 12 | 3  | 1 | 9 | 23  | 59 | -36  | 29,16%  |
| 14   | Canadá             | 6   | 2   | 9  | 2  | 2 | 5 | 21  | 57 | -36  | 33,33%  |
| 15   | Galicia            | 5   | 1   | 5  | 2  | 1 | 2 | 18  | 15 | +3   | 50%     |
| 16   | Uruguay            | 5   | 2   | 9  | 2  | 1 | 6 | 10  | 35 | -25  | 27,78%  |
| 17   | Chile              | 4   | 1   | 6  | 1  | 2 | 3 | 25  | 21 | +4   | 33,33%  |
| 18   | Francia            | 4   | 2   | 8  | 2  | 0 | 6 | 23  | 35 | -12  | 25%     |
| 19   | Ucrania            | 3   | 1   | 4  | 1  | 1 | 2 | 16  | 11 | +5   | 37,5%   |
| 20   | El Salvador        | 2   | 1   | 3  | 1  | 0 | 2 | 11  | 18 | -7   | 33,3%   |
| 21   | Perú               | 2   | 1   | 4  | 1  | 0 | 3 | 5   | 27 | -22  | 25%     |
| 22   | Marruecos          | 1   | 1   | 3  | 0  | 1 | 2 | 5   | 29 | -24  | 16,7%   |
| 23   | Suiza              | 1   | 1   | 5  | 0  | 1 | 4 | 6   | 35 | -29  | 10%     |
| 24   | Bélgica            | 0   | 1   | 4  | 0  | 0 | 4 | 6   | 21 | -15  | 0%      |
| 25   | Sudáfrica          | 0   | 1   | 4  | 0  | 0 | 4 | 6   | 32 | -26  | 0%      |
| 26   | Bolivia            | 0   | 1   | 4  | 0  | 0 | 4 | 1   | 51 | -50  | 0%      |

## Participaciones mundialistas
- Se toman en cuenta los posiciones obtenidas desde el mundial de 2008 en adelante. No se consideran los resultados del torneo desarrollado en 2006 porque es un mundial piloto no oficial.

| N.º | Selección          | TJ | Participación | Participación | Participación | Participación | Participación |
| N.º | Selección          | TJ | 08            | 13            | 17            | 22            | 26            |
| --- | ------------------ | -- | ------------- | ------------- | ------------- | ------------- | ------------- |
| 1º  | Colombia           | 4  | 3°            | 1°            | 3°            | 1°            | -             |
| 2º  | Cataluña           | 4  | 1°            | CF            | CF            | 4°            | -             |
| 3°  | Venezuela          | 3  | CF            | 2°            | NA            | 3°            | -             |
| 4º  | Argentina          | 3  | CF            | 4°            | 2°            | -             | -             |
| 5º  | Paraguay           | 4  | CF            | CF            | 4°            | CF            | -             |
| 6º  | Australia          | 4  | CF            | CF            | PF            | PF            | -             |
| 7   | República Checa    | 2  | PF            | 3°            | NA            | -             | -             |
| 8º  | Brasil             | 2  | NA            | PF            | 1°            | -             | Q             |
| 9º  | Rusia              | 2  | 4°            | PF            | NA            | -             | -             |
| 10º | Ecuador            | 1  | -             | -             | -             | CF            | -             |
| 11º | Estados Unidos     | 2  | -             | PF            | CF            | NA            | -             |
| 12° | República de China | 2  | -             | CF            | PF            | -             | -             |
| 13º | Italia             | 3  | PF            | PF            | CF            | -             | -             |
| 14º | Canadá             | 2  | -             | PF            | -             | 2°            | -             |
| 15º | Galicia            | 1  | 2°            | -             | -             | -             | -             |
| 16º | Uruguay            | 2  | -             | PF            | -             | CF            | Q             |
| 17º | Chile              | 1  | -             | -             | -             | CF            | -             |
| 18º | Francia            | 2  | -             | -             | PF            | PF            | Q             |
| 19º | Ucrania            | 1  | PF            | -             | -             | -             | -             |
| 20º | El Salvador        | 1  | -             | PF            | -             | -             | -             |
| 21º | Perú               | 1  | -             | -             | -             | PF            | -             |
| 22º | Marruecos          | 1  | -             | PF            | NA            | -             | -             |
| 23º | Suiza              | 1  | -             | -             | CF            | -             | -             |
| 24º | Bélgica            | 1  | PF            | -             | -             | -             | -             |
| 25º | Sudáfrica          | 1  | -             | -             | PF            | -             | -             |
| 26º | Bolivia            | 1  | -             | -             | -             | PF            | -             |
| 27° | Eslovaquia         | 0  | NA            | -             | -             | -             | -             |

### Ítems
- 1°= Campeón
- 2°= Subcampeón
- 3°= Tercer lugar
- 4°= Cuarto lugar
- CF= Cuartos de final
- PF= Primera fase
- NA= No asistió (clasificado pero no pudo participar)
- - = No participó
- = Sede

#### Femenino AMF 2006
CSFS (Sudamérica)
(6 cupos)

#### Femenino FIFUSA
2023 Detalle

#### Femenino FIFUSA 2023
Sudamérica
(6 cupos)

#### Femenino AMF 2026
CSFS (Sudamérica)
(9 cupos)

#### Femenino FIFUSA 2026
(Sudamérica)
(5 cupos)